# Punky Brewster
Punky Brewster è una sitcom statunitense andata in onda per 4 stagioni, dal 1984 al 1988. In Italia, la serie è stata trasmessa da Rai Due nel 1990 all'interno del programma Patatrac. Punky Brewster è una ragazzina il cui vero nome è Penelope, che viene abbandonata con il suo cane, Brandon, in un supermarket da sua madre e rischiava di finire in un orfanotrofio se non fosse stata adottata da Henry (George Gaynes).
Di questa serie è stato prodotto anche un cartone animato in cui vediamo anche un personaggio di nome Glomer, una specie di gatto antropomorfo che agitando le orecchie produce effetti magici.

## Episodi
| Stagione         | Episodi | Prima TV USA | Prima TV Italia |
| ---------------- | ------- | ------------ | --------------- |
| Prima stagione   | 22      | 1984-1985    |                 |
| Seconda stagione | 22      | 1985-1986    |                 |
| Terza stagione   | 22      | 1987         |                 |
| Quarta stagione  | 22      | 1988         |                 |